# Веселов, Виктор Анатольевич
Ви́ктор Анато́льевич Весело́в (род. 27 сентября 1968, Ставрополь) — российский тренер по боксу. Тренер ставропольской ДЮСШ единоборств, личный тренер многократной чемпионки Европы и мира по боксу Ирины Синецкой, заслуженный тренер России (2005).

## Биография
Родился 27 сентября 1968 года в Ставрополе. В молодости серьёзно занимался боксом, выполнил норматив мастера спорта СССР.
Имеет высшее образование, в 1990 году окончил Таджикский институт физической культуры им. М. И. Калинина. Тренер высшей квалификационной категории.
В 2002 году возглавил открывшуюся в Ставрополе Детско-юношескую спортивную школу единоборств, где в течение многих лет осуществлял тренерскую деятельность. В период 2003—2010 годов занимал должность старшего тренера женской сборной команды России по боксу. В настоящее время работает тренером в собственном Центре единоборств Виктора Веселова.
За долгие годы тренерской работы подготовил множество талантливых спортсменок, добившихся успеха на международной арене. Одна из самых известных его учениц — заслуженный мастер спорта Ирина Синецкая, трёхкратная чемпионка мира, семикратная чемпионка Европы. Другая его воспитанница — мастер спорта Светлана Косова, чемпионка Европы, бронзовый призёр чемпионата мира, многократная победительница национальных первенств. Также среди его учеников такие известные спортсменки как Наталья Тагиева, Алёна Земляная и др. За выдающиеся достижения на тренерском поприще в 2005 году Виктор Веселов был удостоен почётного звания «Заслуженный тренер России».
Награжден почётным знаком Госкомспорта РФ «За заслуги в развитии физической культуры и спорта» (2001), Почётной грамотой губернатора Ставропольского края (2009). Отличник физической культуры и спорта.
В 2012 году стал участником коррупционного скандала о хищении бюджетных средств и был признан виновным по уголовному делу по ч. 3 ст. 159 («Мошенничество с использованием служебного положения»). Приговорён к трём годам лишения свободы условно.